# Symposium Aristotelicum
Les Symposia Aristotelica sont des colloques entièrement consacrés à l'étude d'Aristote qui ont lieu tous les trois ans. La participation est restreinte à des chercheurs de renom mais les actes en sont régulièrement publiés. Le premier Symposium Aristotelicum, organisé par G.E.L. Owen et Ingemar Düring, s'est tenu à Oxford en 1957. Depuis 1969, chaque Symposium Aristotelicum est consacré à l'étude d'une œuvre particulière d'Aristote.